# Gondwana

Una interpretación de la fase temprana de separación de Laurasia y Gondwana

Gondwana fue un gran bloque continental meridional que existió desde el Neoproterozoico (hace unos 550 millones de años). Hace unos 270 millones de años, Gondwana colisionó con los continentes de Laurentia, Báltica y Siberia para formar un supercontinente conocido como Pangea. Gondwana comenzó a dividirse durante el Jurásico (hace unos 180 millones de años) y el Cretácico, con la apertura del Pasaje Drake, que separó Sudamérica y la Antártida durante el Eoceno. La partición en dos de Pangea extendió el mar de Tethys hacia el oeste, lo que lo separó de Laurasia, durante el Jurásico. El proceso dio lugar a las masas continentales de las actuales Sudamérica, África, Australia, Zealandia, el Indostán, la isla de Madagascar y la Antártida, un proceso de partición y alejamiento que continuó durante el Cenozoico y actualmente permanece activo.

## Toponimia
El continente de Gondwana fue nombrado por el científico austriaco Eduard Suess (1831-1914) por el nombre de una región del norte de la India, Gond (gondwana, en sánscrito, bosque de Gond), en la que se habían descrito secuencias sedimentarias del Pérmico-Triásico que él pensó serían de un Viejo Continente. Luego Suess escribió sobre él llamándolo Gondwána-Land en su libro Las caras de la Tierra (Das Antlitz der Erde), publicado entre 1883 y 1901.
El nombre había sido utilizado previamente en un contexto geológico, primero por Henry Benedict Medlicott en 1872, a partir del cual también se describen las secuencias sedimentarias de Gondwana (Pérmico-Triásico).
Algunos científicos prefieren el término "Gondwanalandia" para hacer una distinción clara entre la región y el supercontinente.

## Historia geológica

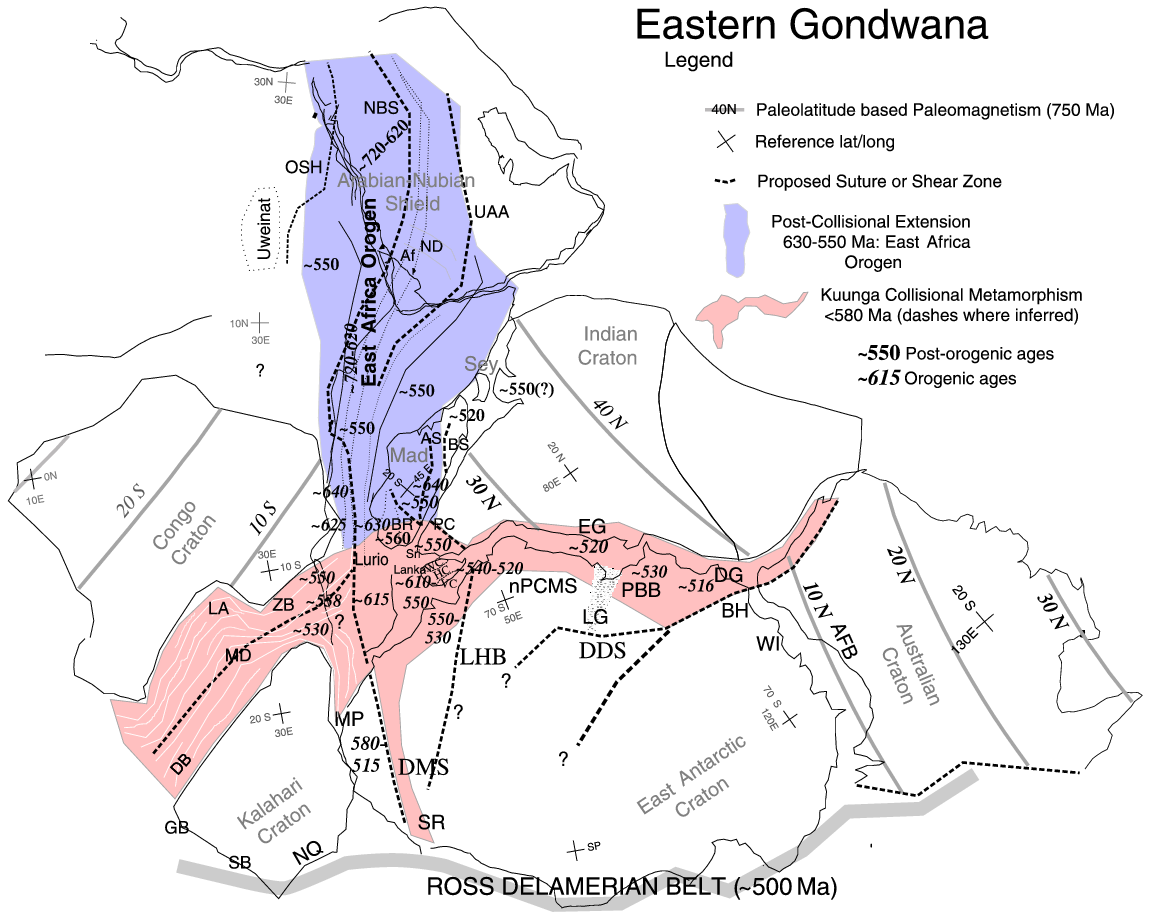
Mapa paleotectónico del este de Gondwana con los cinturones orogénicos (“móviles”) panafricanos y/o circunantárticos resaltados por diferencias de edad (ver Fitzsimons, 2000a, citado en Meert, 2003, siga el enlace de la fuente a continuación).

En el Pérmico (hace más de 250 millones de años) todas las masas continentales estaban reunidas en un único supercontinente, al que llamamos ahora Pangea. Hace unos 200 millones de años éste se había partido en dos supercontinentes: Laurasia, al norte y Gondwana, al sur. Los separaba entonces el océano Tetis, que se extendía desde el sur de Asia, por la actual cuenca del Mar Mediterráneo, hasta la actual América, separada en dos por sus aguas, pues Norteamérica estaba unida a Europa y Sudamérica a África. Posteriormente, el continente de Gondwana se fue subdividiendo en grandes bloques separados por fracturas de la litosfera continental. Esos fragmentos, continentes o subcontinentes, se dispersaron en un proceso que aún continúa, complementado ahora con una convergencia general de los continentes del norte (laurásicos) contra los del sur (gondwánicos). De este modo, Gran Adria habría empujado contra los continentes boreales el geosinclinal mediterráneo, plegando los Alpes euroasiáticos y provocando en ellos grandes corrimientos hacia el norte. A la vez, Norteamérica y Sudamérica confluyeron dando lugar al levantamiento del istmo de Panamá.
África, que constituía el núcleo central de Gondwana, sigue fragmentándose. En un pasado relativamente reciente se separó de Arabia, que sigue alejándose hacia el noroeste al ir ensanchándose el rift del Mar Rojo. Ahora, aunque muy lentamente, se está desgajando otro fragmento del continente africano, al este del llamado Gran Valle del Rift, que es una enorme fractura que parte de la desembocadura del Río Zambeze y va hasta el Mar Rojo, jalonada por los lagos Malaui, Tanganica, Victoria y Rodolfo. También se desplaza muy lentamente hacia el Mar Mediterráneo y acabará incrustándose contra los países del sur de Europa.

## Biogeografía
Gondwana es importante biogeográficamente, pues explica la distribución geográfica de muchos grupos taxonómicos que surgieron allí y algunos de los cuales se diseminaron después por los continentes septentrionales derivados de Laurasia; o que, originarios de Laurasia, han irrumpido luego en los continentes meridionales, como es el caso de los mamíferos placentarios que pasaron a Sudamérica; también sirvió de protección para algunas especies como las placerias y koolasuchus. El supercontinente es el origen común de la distribución actual de la flora antártica.